# 程皓
程皓（英語：Rachel Ching Ho，1992年11月4日—），前無綫電視基本藝人合約藝員。

## 簡歷
2016年，她參選《2016年度香港小姐競選》，卻只躋身二十強，落選後便加入無綫電視，並於同年底入讀為期3個月演藝進修班。
2022年4月離開無綫，結束與無綫六年之賓主關係。

## 演出

### 電視劇（無綫電視）
| 年份         | 劇名                       | 角色                          |
| 2017至2021年 | 愛·回家之開心速遞          | Doris 凌老師Honey             |
| 2017年       | 溏心風暴3                  | Wendy（第7-8集）              |
| 2017年       | 誇世代                     | 潘榮亨之好友（第29-30、46集） |
| 2018年       | 逆緣                       | 笑姐（年輕）                  |
| 2018年       | BB來了                     | 周嵐下屬（第3、6集）          |
| 2018年       | 宮心計2深宮計              | 夏嬋                          |
| 2018年       | 果欄中的江湖大嫂           | 新聞主持、美女                |
| 2018年       | 兄弟                       | 主播（第29集）                |
| 2018年       | 是咁的，法官閣下           | 實習律師Gina                  |
| 2018年       | 救妻同學會                 | 一然媽                        |
| 2019年       | 福爾摩師奶                 | 祖迪費查（年輕）              |
| 2019年       | 婚姻合伙人                 | 地產經紀                      |
| 2019年       | 白色強人                   | 醫學院生                      |
| 2019年       | 十二傳說                   | 劉泳詩                        |
| 2019年       | 好日子                     | 教育中心導師                  |
| 2019年       | 街坊財爺                   | 記者                          |
| 2019年       | 金宵大廈                   | Gloria                        |
| 2019年       | 牛下女高音                 | 年青女子                      |
| 2019年       | 解決師                     | 護士                          |
| 2019年       | 堅離地愛堅離地（海外首播） | 美女／富二代                  |
| 2020年       | 法證先鋒IV                 | Susan                         |
| 2020年       | 機場特警                   | 快閃黨                        |
| 2020年       | 降魔的2.0                  | Janice                        |
| 2020年       | 那些我愛過的人             | 參賽者                        |
| 2020年       | 殺手                       | 客人                          |
| 2020年       | 過街英雄                   | 賢助手                        |
| 2020年       | 使徒行者3                  | 章紀泓（青年）                |
| 2021年       | 陀槍師姐2021               | 柔柔                          |
| 2021年       | 愛美麗狂想曲               | 范丁丁                        |
| 2021年       | 逆天奇案                   | 霍太弟婦                      |
| 2021年       | 寶寶大過天                 | 老師                          |
| 2021年       | 把關者們                   | Ada                           |
| 2021年       | 星空下的仁醫               | 護士                          |

### 電視節目（無綫電視）
- 2017年《最緊要好玩》／《最緊要好玩·消暑版》

## 外部連結
- 2016香港小姐競選- 程皓Ching Ho, Rachel - 佳麗檔案- tvb.com
- 程皓的Instagram帳戶
- 程皓的Facebook專頁